# 胭脂湖街道
三眼塘镇，是中华人民共和国湖南省益阳市沅江市下辖的一个乡镇级行政单位。

## 行政区划
三眼塘镇下辖以下地区：
海上社区、十里坪村、黄茅新村、三眼塘村、黄家湖村、洞兴村、永建村、荷花村、浩江湖村、杨梅山村、莲子塘村、廻龙山村、赤塘村、先锋村、龙浃村、焦山嘴村、南竹山村和胭脂湖村。